# Karpúixikha
Karpúixikha (en rus: Карпушиха) és un poble (un possiólok) de l'óblast de Sverdlovsk, a Rússia, segons el cens del 2010 tenia 1.192 habitants.